# Cheiracanthium wilma
Cheiracanthium wilma là một loài nhện trong họ Miturgidae.
Loài này thuộc chi Cheiracanthium. Cheiracanthium wilma được Pierre L. G. Benoit miêu tả năm 1977.